# 阿尔热洛斯 (朗德省)
阿尔热洛斯（法語：Argelos）是法国朗德省的一个市镇，属于达克斯区。

## 地理
阿尔热洛斯（43°34'58"N, 0°37'46"W）面积6.44 平方千米，位于法国新阿基坦大区朗德省，该省份为法国西南部沿海省份，是法國本土面积第二大的省，北起吉倫特省，西临大西洋，南至大西洋比利牛斯省，东临热尔省，东北与洛特-加龍省接壤。
与阿尔热洛斯接壤的市镇（或旧市镇、城区）包括：巴塞尔克勒、贝里、卡斯泰尼奥苏斯朗、沙洛斯堡、拉克拉布、莫米、普当。

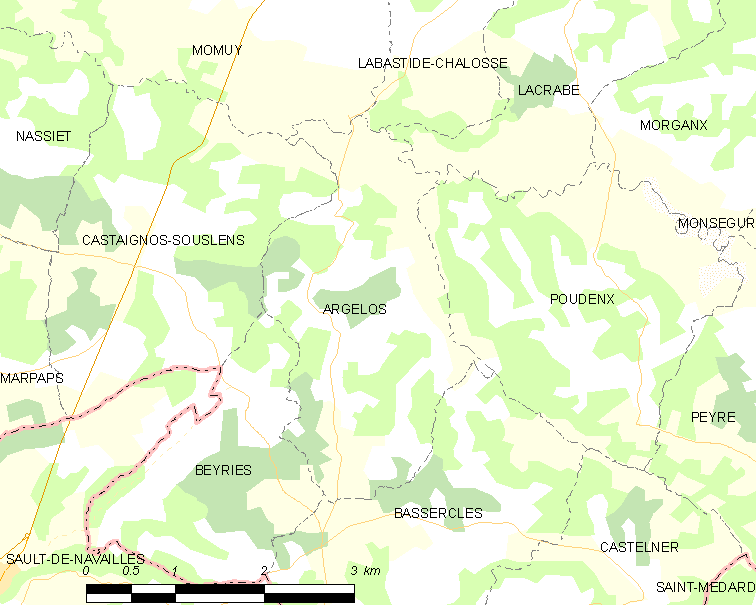
的OSM定位图

阿尔热洛斯的时区为UTC+01:00、UTC+02:00（夏令时）。

## 行政
阿尔热洛斯的邮政编码为40700，INSEE市镇编码为40007。

## 政治
阿尔热洛斯所属的省级选区为沙洛斯山坡县。

## 人口

1962-2008年间人口变化图示

阿尔热洛斯于2022年1月1日时的人口数量为162人。